# Miraflores Alto
Miraflores Alto es un barrio perteneciente al distrito Este de la ciudad andaluza de Málaga, España. Según la delimitación oficial del ayuntamiento, limita al norte y al este con la ronda este de la A-7, que lo separa del barrio de Lomas de San Antón; al sur, con los barrios de Miraflores y Miraflores del Palo; y al oeste, con el barrio de Pinares de San Antón.

## Transporte
En autobús está conectado con el resto de la ciudad mediante las siguientes líneas de la EMT: 
| Línea | Trayecto                              | Recorrido                                                                                                   | Frecuencia |
| ----- | ------------------------------------- | --- | ---------- |
| 34    | Málaga - Miraflores del Palo (Málaga) | Recorrido (enlace roto disponible en Internet Archive; véase el historial, la primera versión y la última). | 40 minutos |